# 矢野駅
矢野駅（やのえき）は、広島県広島市安芸区矢野西一丁目にある、西日本旅客鉄道（JR西日本）呉線の駅である。駅番号はJR-Y05。広島市内にある唯一の呉線内の駅である。

## 歴史

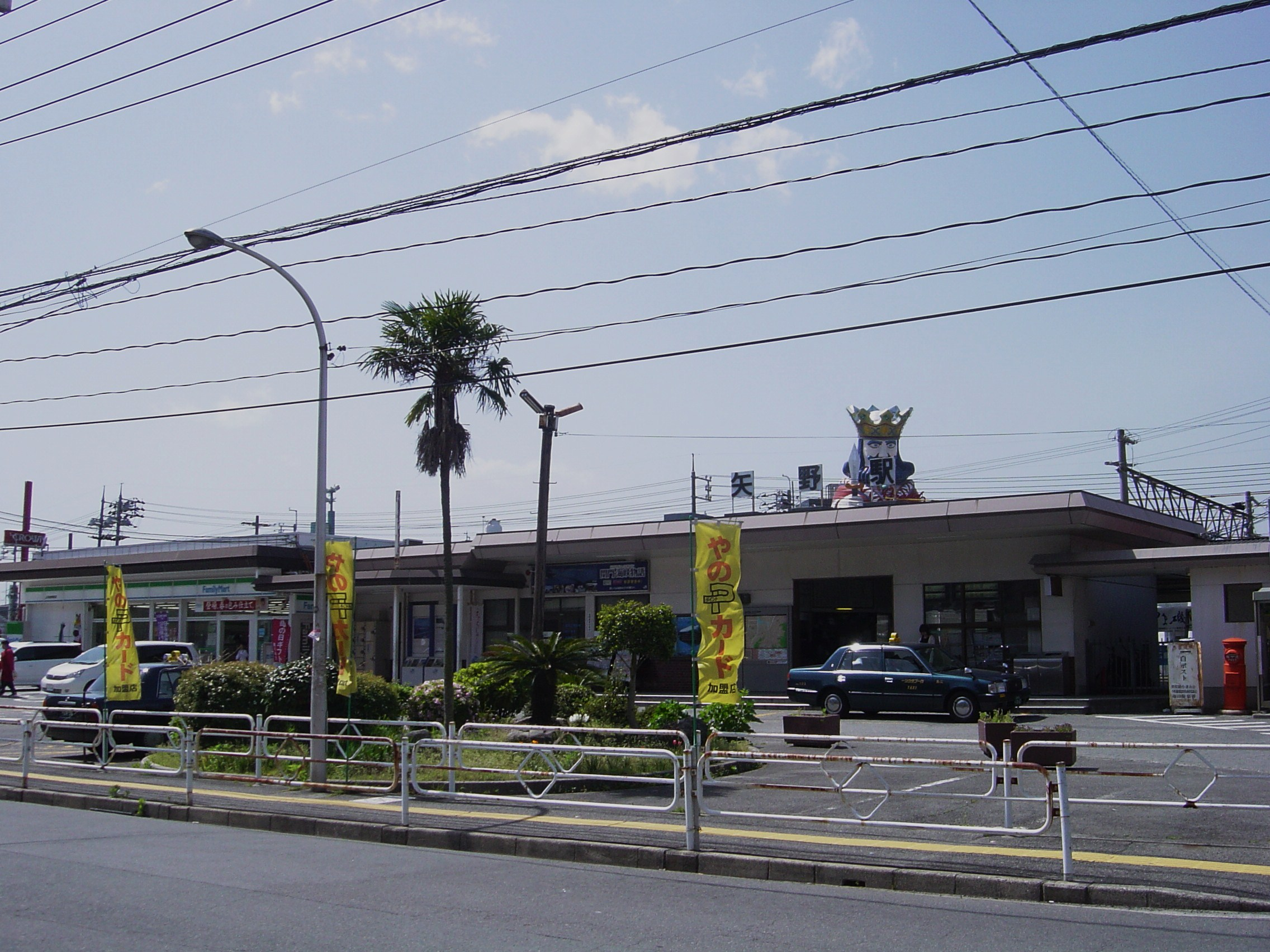
2007年まで使用されていた2代目駅舎（2005年4月）

- 1903年（明治36年）12月27日：官設鉄道海田市駅 - 呉駅間開通時に開設[2]。
- 1904年（明治37年）12月1日：山陽鉄道に貸渡[2]。
- 1906年（明治39年）12月1日：山陽鉄道国有化[2]、再度官設鉄道の駅となる。
- 1909年（明治42年）10月12日：線路名称制定、呉線所属となる。
- 1963年（昭和38年）2月1日：貨物取扱廃止[2]。
- 1975年（昭和50年）3月20日：所在地の矢野町が広島市に編入されたため、国鉄（→JR）の特定都区市内制度における「広島市内」の駅となる[3]。
- 1978年（昭和53年）12月18日：鉄筋コンクリート製地上駅舎（2代目）が完成[4]。
- 1985年（昭和60年）3月14日：荷物扱い廃止[2]。
- 1987年（昭和62年）4月1日：国鉄分割民営化に伴い、西日本旅客鉄道（JR西日本）の駅となる[2]。
- 1989年（平成元年）11月：駅兼掌物販店廃止[注釈 1]。
- 1990年（平成2年）3月：みどりの窓口営業開始[6]。
- 2004年（平成16年）10月16日：快速「安芸路ライナー」の停車駅となる。
- 2005年（平成17年）10月1日：快速「通勤ライナー」の停車駅となり、当駅には全定期列車が停車するようになる[注釈 2]。
- 2007年（平成19年）
  - 7月3日：仮駅舎使用開始に伴い、2代目駅舎使用停止。ICOCA対応自動改札機設置。
  - 9月1日：ICカード「ICOCA」が利用可能となる。
- 2008年（平成20年）4月19日：橋上駅舎（3代目）暫定使用開始[7]。改札口にLED発車標を新設。自由通路が完成。駅ビルアイスタ矢野開業。
- 2009年（平成21年）1月18日：橋上駅舎（3代目）及び駅前広場が全面的に完成。
- 2018年（平成30年）
  - 7月6日：平成30年7月豪雨に伴い、営業休止。
  - 8月2日：坂駅 - 海田市駅運行転再開[8][9]。
- 2020年（令和2年）
  - 3月1日：みどりの窓口営業終了。
  - 3月2日：みどりの券売機プラスの稼働開始。改札業務時間も変更され、係員不在時間帯が設定される。
- 2021年（令和3年）
  - 4月1日：業務委託駅化。

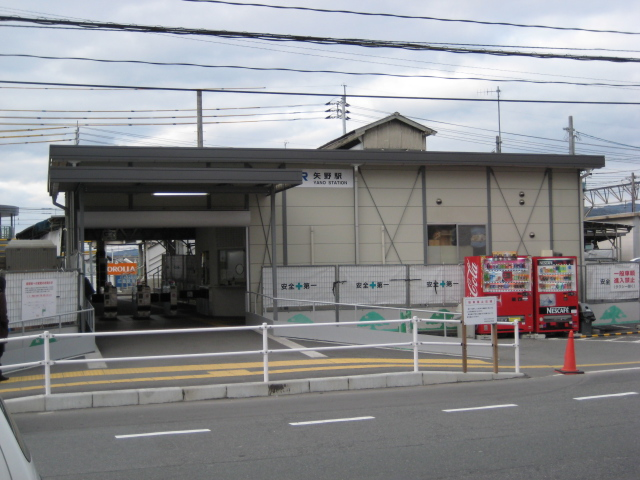
2007年から2008年まで使用されていた仮駅舎 （2008年2月）
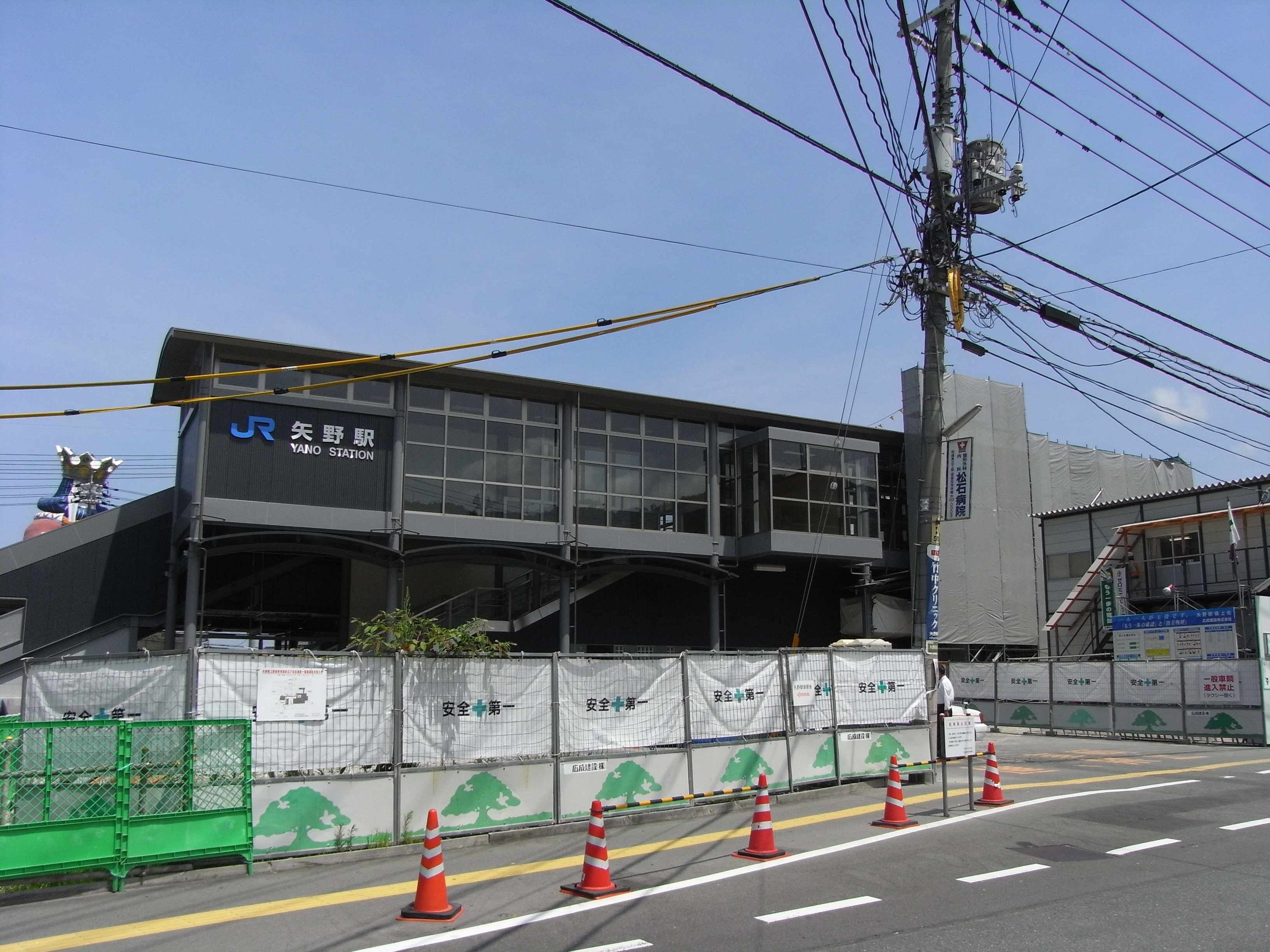
現駅舎南口・暫定利用開始時（2008年7月）
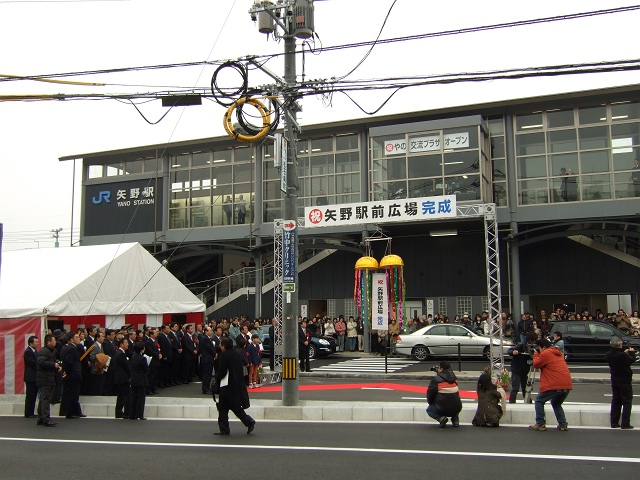
現駅舎前広場完成式典（2009年1月）

## 駅構造
相対式ホーム2面2線を有する地上駅。構内南北を連絡する橋上駅舎を備える。駅舎内部には自動券売機、自動改札機が置かれている。改札の近くにコンビニ「セブンイレブン」がある。駅舎内部の駅前広場（南口）側には、ギャラリー「やの交流プラザ」が併設されている。なお、ホーム・自由通路（南口・北口）に計4基のエレベーターが設置されており、駅舎はバリアフリーとなっている。
業務委託駅（JR西日本中国交通サービス受託）で、みどりの券売機プラスが設置されている。またICカードのICOCAが利用可能。また、JRの特定都区市内制度における広島市内駅であり、最南端に当たる。

### のりば
| のりば | 路線 | 方向 | 行先         |
| ------ | ---- | ---- | ------------ |
| 1      | 呉線 | 上り | 呉・三原方面 |
| 2      | 呉線 | 下り | 広島方面     |

### 駅舎概要
現駅舎デザインは、以前の矢野地区の代表産業であった「かもじ」の曲線や、古い町屋がモチーフとなっている。駅の敷地内（南口）に矢野駅ビルアイスタ矢野が建設され、1階にはスーパーフレスタ「おかず工房 矢野店」、2階にはフタバ図書JR矢野駅前店と歯科医院が出店した。
橋上駅舎（部分）使用開始後に残工事を行い、未完成だった駅舎部分・駅前広場・やの交流プラザが2009年に完成し、使用が開始された。
やの交流プラザは、駅舎2階の駅前広場（南口）側に、自由通路を挟んで左右に位置し、矢野地区の住民や児童の作品・矢野の歴史を伝える資料・駅の歴史を記したパネル・矢野地区のイベント情報などが常時展示されている。矢野地区の住民らで、交流プラザの活用委員会も立ち上げられ、地域住民の交流の場としてイベントなどでも利用されている。
駅前広場の完成に併せてバス停が移設され、南口からすぐ広電バスへの乗換が可能となり、熊野営業所行、夢が丘・押込行、安芸矢野ニュータウン循環・済生会広島病院前行が、2ヶ所の乗降所から発着するようになった。2010年（平成22年）10月4日の広電バスダイヤ改正で、矢野旧道経由便乗入が開始され、広島都心や広島駅、向洋、海田、矢野旧道沿線へ向かうバス路線も発着している。
呉方面側に踏切が2ヶ所あるが、そのうち1ヶ所は遮断機・警報器が設置されていない。ここは国鉄時代から無謀横断による人身事故が多く、警告文・簡易踏切（警報器と遮断機なし）を設置したが効果はなく、自治体から改善するように求められていた。元々道幅自体が抜け道のように2 m前後と狭く、踏切警報機の設置が困難だったと思われる。2016年現在はフェンスで閉鎖されているが簡易踏切は残されている。

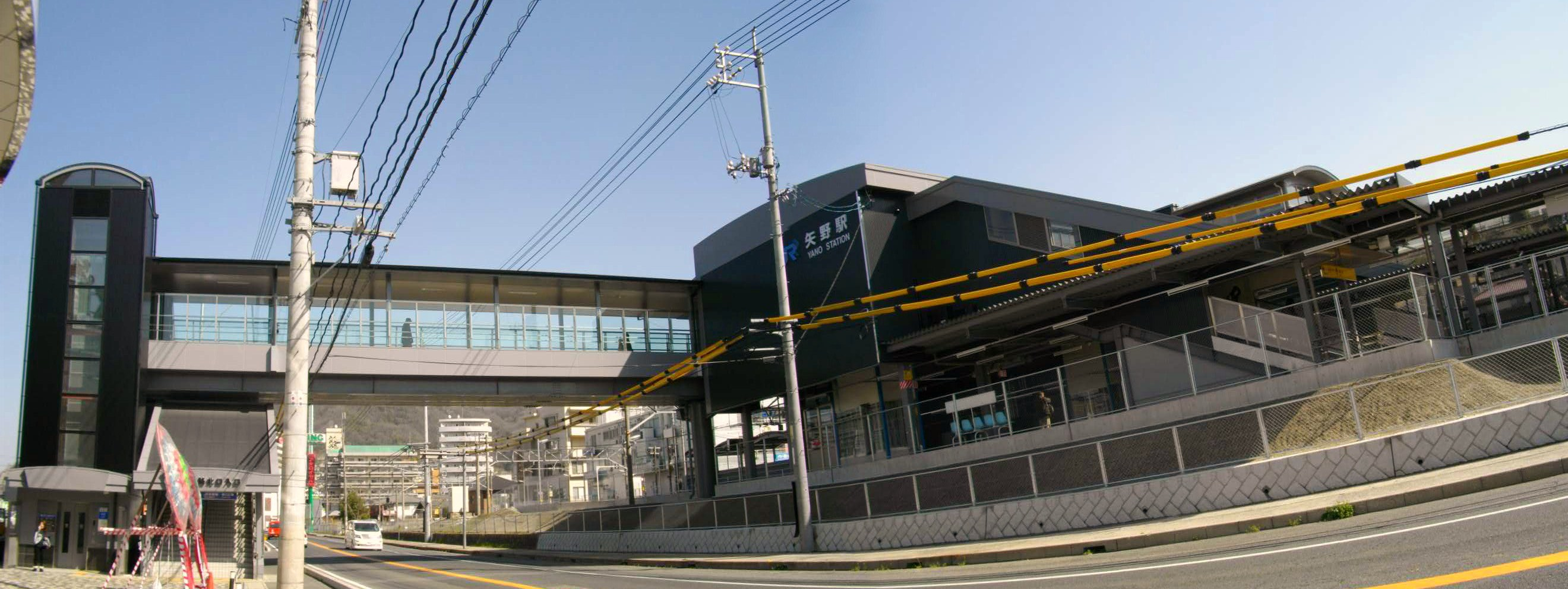
北口（2009年2月）
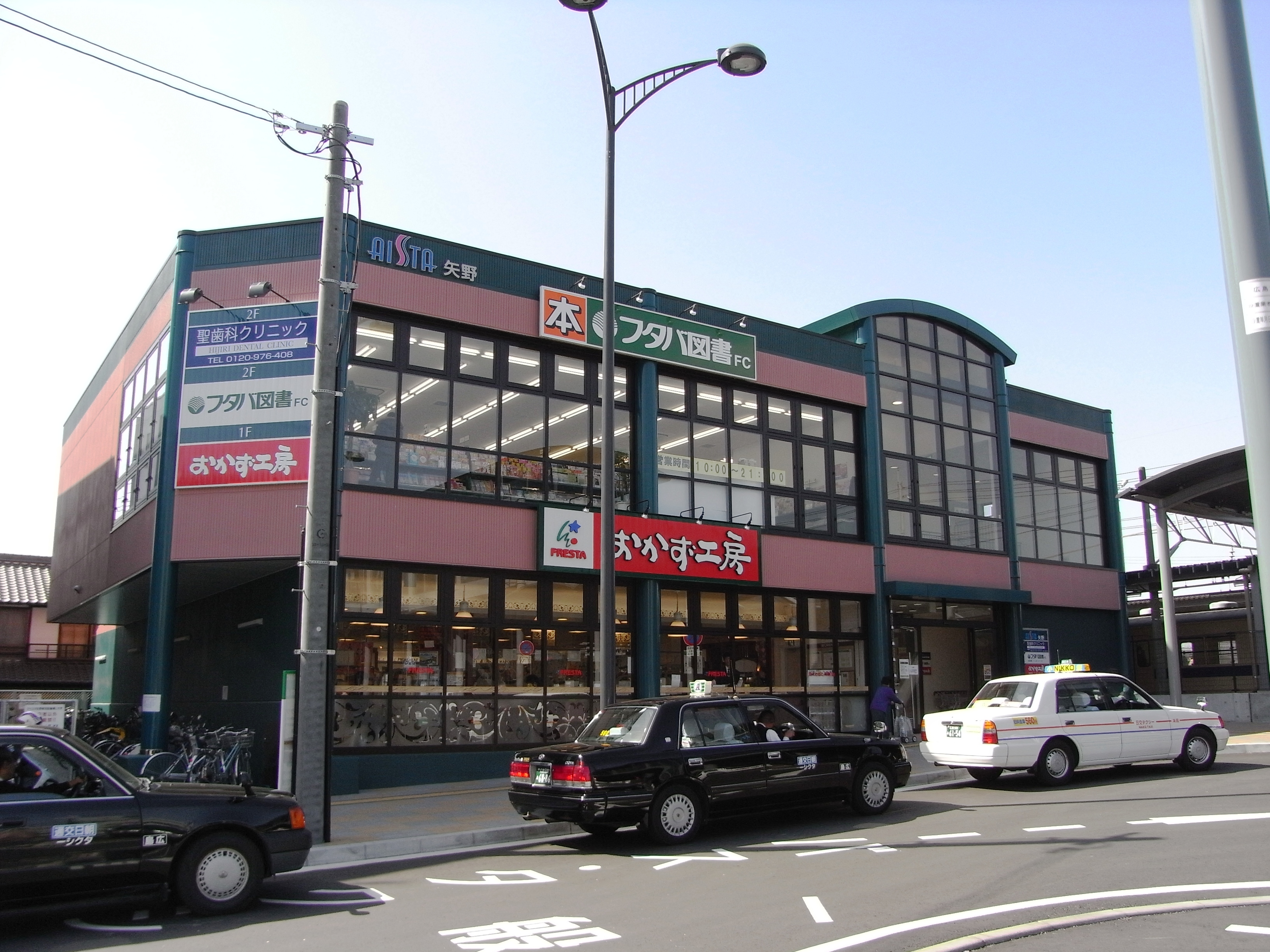
隣接するアイスタ矢野（2009年2月）
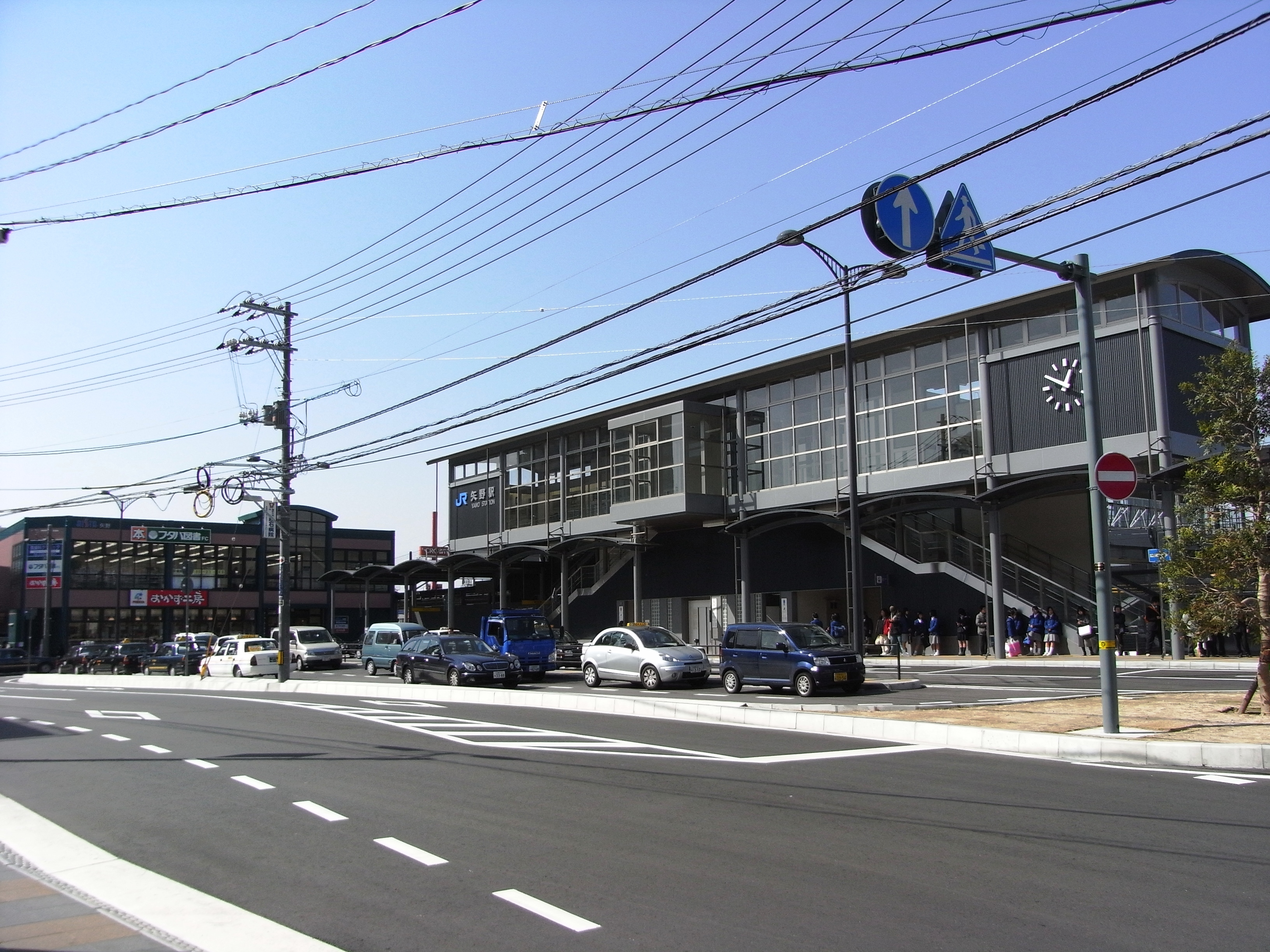
矢野駅とアイスタ矢野（2009年2月）
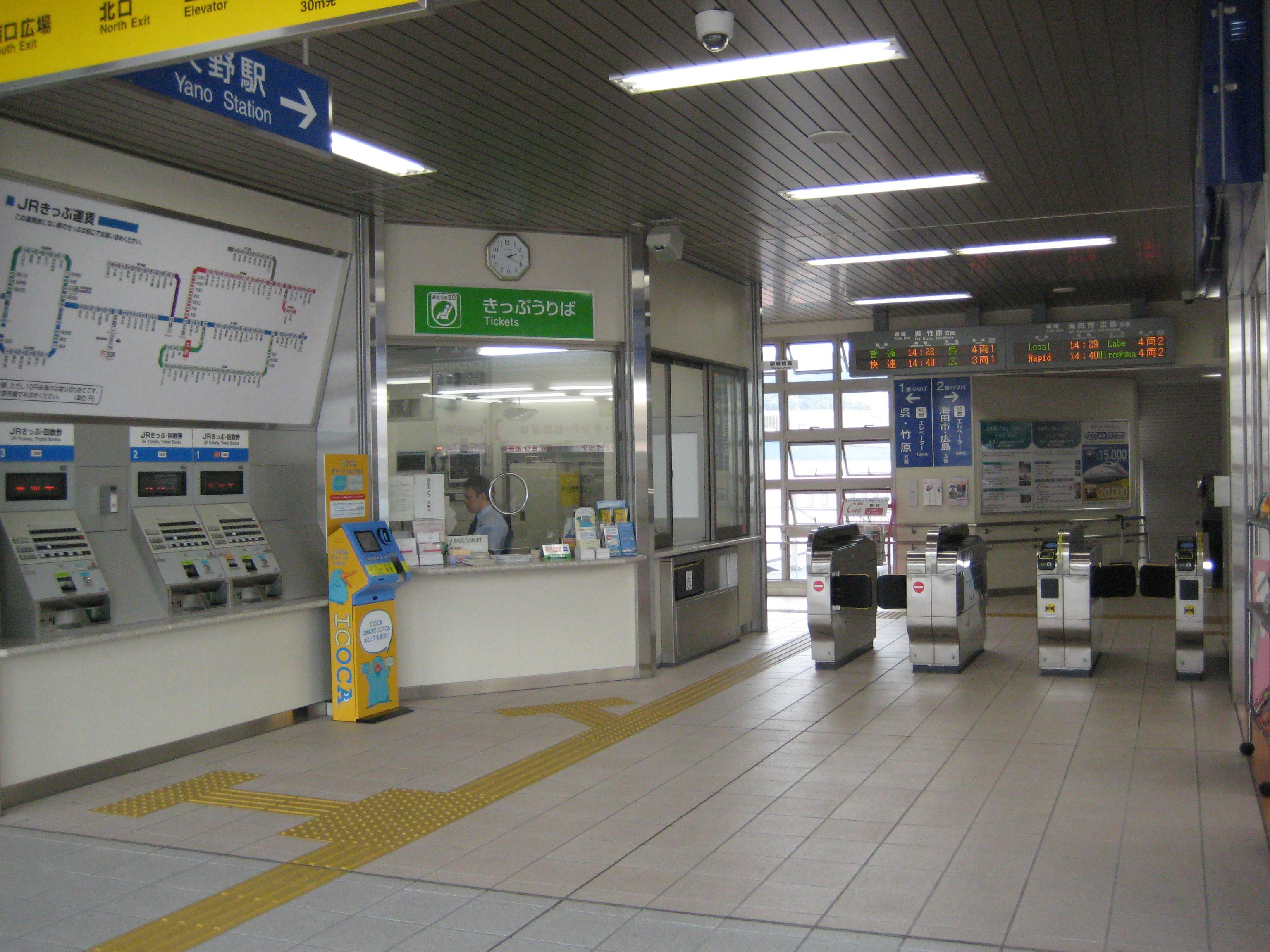
改札口（2008年8月）
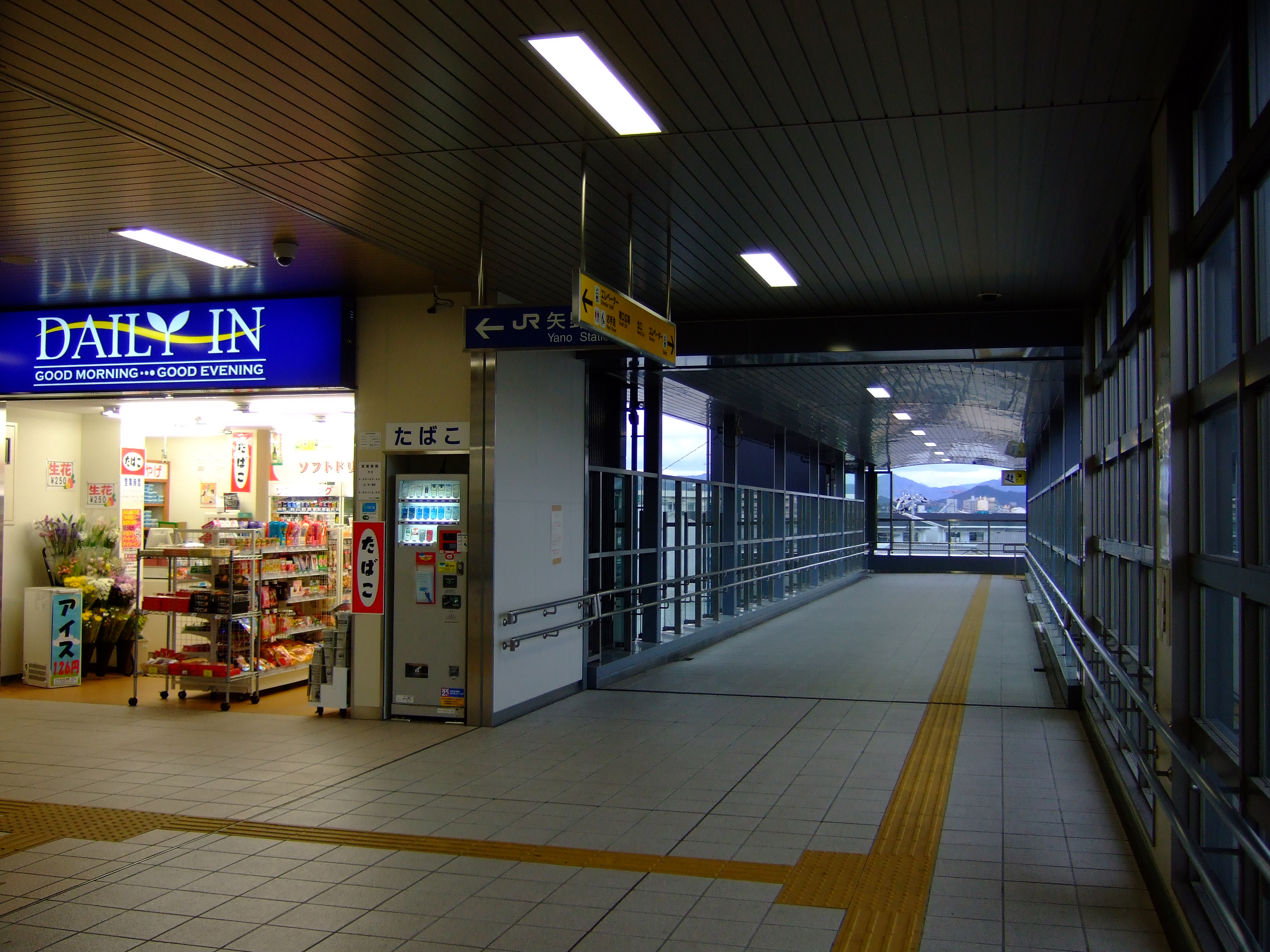
自由通路（2009年2月）
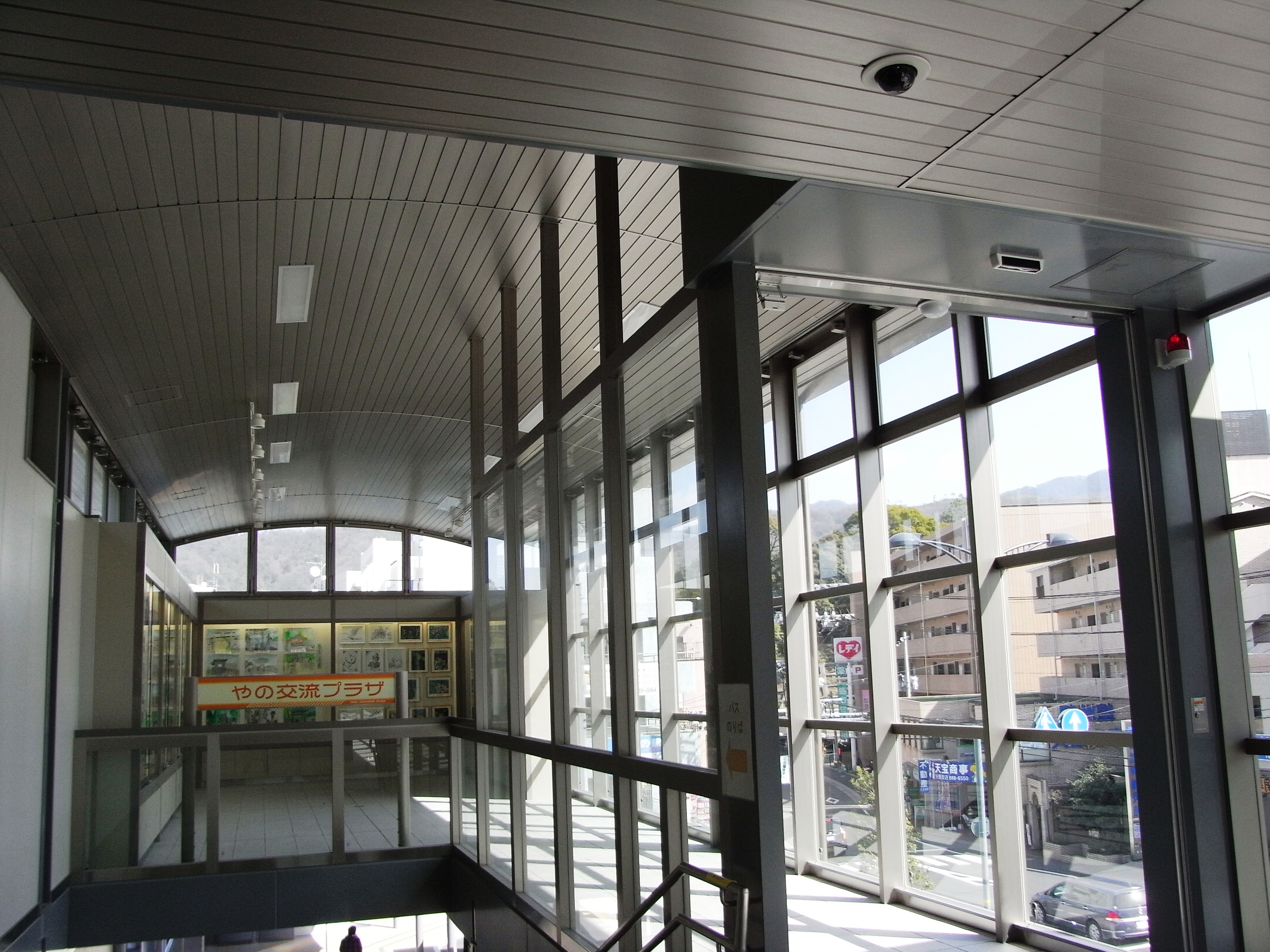
やの交流プラザ（2009年2月）

### 店舗等
- 駅構内にはKioskがある。

## 利用状況
以下の情報は、広島市統計書に基づいたデータである。
| 年度               | 1日平均 乗車人員 | 年度毎 総数 | 定期券 総数 | 普通券 総数 |
| ------------------ | ---------------- | ----------- | ----------- | ----------- |
| 1971年（昭和46年） | 1,274.1          | 932,642     | 700,702     | 231,940     |
| 1972年（昭和47年） | 1,473.6          | 1,075,704   | 775,108     | 300,596     |
| 1973年（昭和48年） | 1,757.3          | 1,282,816   | 891,708     | 391,108     |
| 1974年（昭和49年） | 1,988.1          | 1,451,337   | 1,024,304   | 427,033     |
| 1975年（昭和50年） | 2,099.9          | 1,537,157   | 1,013,994   | 523,163     |
| 1976年（昭和51年） | 2,286.4          | 1,669,070   | 1,083,818   | 585,252     |
| 1977年（昭和52年） | 2,213.8          | 1,616,098   | 1,013,468   | 602,630     |
| 1978年（昭和53年） | 2,194.2          | 1,601,731   | 1,019,092   | 582,639     |

以上の1日平均乗車人員は、乗車数と降車数が同じであると仮定し、年度毎総数を365（閏年が関係する1971・1975年は366）で割った後で、さらに2で割った値を、小数点第二位で四捨五入。小数点一位の値にしたものである。
| 年度                | 1日平均 乗車人員 |
| ------------------- | ---------------- |
| 1979年（昭和54年）  | 2,287            |
| 1980年（昭和55年）  | 2,391            |
| 1981年（昭和56年）  | 2,574            |
| 1982年（昭和57年）  | 2,675            |
| 1983年（昭和58年）  | 2,804            |
| 1984年（昭和59年）  | 3,120            |
| 1985年（昭和60年）  | 3,414            |
| 1986年（昭和61年）  | 3,792            |
| 1987年（昭和62年）  | 4,299            |
| 1988年（昭和63年）  | 4,893            |
| 1989年（平成 元年） | 4,668            |
| 1990年（平成02年）  | 4,910            |
| 1991年（平成03年）  | 5,076            |
| 1992年（平成04年）  | 5,348            |
| 1993年（平成05年）  | 5,741            |
| 1994年（平成06年）  | 6,144            |
| 1995年（平成07年）  | 6,566            |
| 1996年（平成08年）  | 6,934            |
| 1997年（平成09年）  | 6,946            |
| 1998年（平成10年）  | 6,957            |
| 1999年（平成11年）  | 7,071            |
| 2000年（平成12年）  | 6,942            |
| 2001年（平成13年）  | 6,771            |
| 2002年（平成14年）  | 6,681            |
| 2003年（平成15年）  | 6,738            |
| 2004年（平成16年）  | 6,937            |
| 2005年（平成17年）  | 7,148            |
| 2006年（平成18年）  | 7,309            |
| 2007年（平成19年）  | 7,475            |
| 2008年（平成20年）  | 7,703            |
| 2009年（平成21年）  | 7,749            |
| 2010年（平成22年）  | 7,816            |
| 2011年（平成23年）  | 7,897            |
| 2012年（平成24年）  | 7,953            |
| 2013年（平成25年）  | 8,114            |
| 2014年（平成26年）  | 7,962            |
| 2015年（平成27年）  | 8,121            |
| 2016年（平成28年）  | 8,115            |
| 2017年（平成29年）  | 8,155            |
| 2018年（平成30年）  | 7,718            |
| 2019年（令和 元年） | 7,717            |
| 2020年（令和02年）  | 6,055            |
| 2021年（令和03年）  | 5,962            |
| 2022年（令和04年）  | 6,362            |
| 2023年（令和05年）  | 6,661            |

乗車数グラフ

## 駅周辺
住宅地となっており、所々に商店が点在する。駅南側にはニュータウンや小学校がある。駅北側には自衛隊駐屯地、駅北西側には工業団地があり、その付近には広島県立安芸南高等学校や済生会広島病院がある。坂町B&G海洋センターもこの付近にあるが、駅からはやや離れる。
南口
- 海田警察署矢野交番
- 矢野郵便局
- 矢野大井簡易郵便局
- 広島銀行矢野支店

併設しているマックスバリュ（旧マダムジョイ）矢野店は2022年11月27日に閉店したが、広島銀行は引き続き営業している。
- もみじ銀行矢野支店
- 広島市立矢野西小学校
- 広島市立矢野小学校
- 広島市矢野西保育園
- 広島市矢野保育園
- 広島市矢野中央保育園
- 尾崎神社
- 龍田神社
- 広島県道34号矢野安浦線
- 矢野通り
- 矢野川

北口
- 陸上自衛隊海田市駐屯地（第13旅団）
- 広島市農業協同組合（JA広島市）矢野支店
- 広島信用金庫矢野支店
- 矢野新町緑地グラウンド
- 広島東部工業団地
- プティット矢野保育園
- 東光圓大仏
- 荒神社
- 中亜国際協同組合
- 国道31号
- 広島県道34号矢野安浦線

### バス路線
南口の駅前ロータリー内に「矢野駅前」停留所があり、広電バスの熊野線（海田・矢野経由または広熊道路経由）が発着する。
- 3 済生会広島病院方面 / （バイパス経由）矢野ニュータウン・熊野町方面
- 40 南海田方面 / （旧道経由）矢野東・矢野天神・熊野町方面

## 隣の駅
西日本旅客鉄道（JR西日本）
 呉線
■快速「通勤ライナー」（朝下りのみ運転）
呉駅 (JR-Y14) → 矢野駅 (JR-Y05) → 広島駅 (JR-Y01)
■快速「安芸路ライナー」・■普通
坂駅 (JR-Y06) - 矢野駅 (JR-Y05) - 海田市駅 (JR-Y04)